# Nikon D2H
Nikon D2H — цифровий дзеркальний фотоапарат, анонсований компанією Nikon 22 липня 2003 року. У камері використовується сенсор JFET-LBCAST, що відповідає формату Nikon DX (кроп-фактор 1.5 x).
У 2005 році була випущена камера D2Hs, що змінила D2H на ринку.
D2H і D2Hs є «швидкісними» фотоапаратами, що передбачає можливість швидкісної зйомки (до 8 кадрів в секунду у D2Hs) і наявність великого буфера (до 40 JPEG, до 35 TIFF або до 26 Raw у D2Hs).

## Відмінності D2Hs
D2Hs в цілому схожа з D2H за винятком ряду нововведень:
- нова система виміру світла і алгоритм автофокусування за допомогою модуля Multi-CAM-2000;
- підтримка модулів GPS і бездротових модулів;
- збільшений буфер і можливості по швидкісній зйомці;
- нові мови меню;
- та інші.